# 800 (album)
800 è un album del musicista turco Mercan Dede.

## Brani
Alcuni brani con titolo in lingua turca, nelle edizioni destinate all'esportazione sono indicati con titolo in inglese. Quest'ultimo è indicato tra parentesi nell'elenco di seguito.
1. 800
2. Yol Geçen Hanı (Everyone's Palace)
3. Mercanistan
4. Kanatlar Kitabı (Book of Wings)
5. Güneş Doğudan Doğar (The Sun Rises in the East)
6. Bilinmezin Elçileri (Messenger From Mystery)
7. Tutsak (Captive)
8. Pamuk Prenses ve 7 Cüceler, Ali Baba ve Kırk Haramilere Karşı (Cotton Princess and Seven Midgets vs Ali Baba and the Forty Eskimos)
9. Istanbul
10. Denizkızı İlahisi' (Lullaby for a Sweet, Chubby, Lonely Mermaid)
11. Nerdesin (Where Are You)

Tutti i brani sono scritti da Mercan Dede.